# Susie Jessen
Susie Jessen, née le 21 février 1985 à Aalborg (Danemark), est une femme politique danoise, députée au Folketing pour les Démocrates danois.

## Biographie
Susie Jessen est la fille de Søren Espersen, député au Folketing successivement pour le Parti populaire danois et les Démocrates danois.
Elle étudie à l'école danoise du journalisme, dont elle est diplômée en 2010. Elle travaille alors comme journaliste dans la presse locale. En 2014, elle rejoint le service de presse du Parti populaire danois. En 2017, elle devient assistante politique du président du parti, Kristian Thulesen Dahl. Elle rejoint en 2022 l'organisation patronale Dansk Erhverv comme rédatrice de discours et consultante en communication.
En août 2022, elle est investie candidate aux élections législatives pour les Démocrates danois, le nouveau parti de l'ancienne ministre libérale Inger Støjberg rejoint par plusieurs élus du Parti populaire danois, dont son père. Elle est élue députée au Folketing lors des élections législatives du 1er novembre. Après le scrutin, elle devient la porte-parole politique du groupe parlementaire des Démocrates danois, ainsi que la présidente de la commission parlementaire sur les territoires ruraux et insulaires,.